# Interleuchina 2
L'interleuchina 2  è una citochina. È un tipo di interleuchina necessaria al differenziamento e all'espansione dei linfociti T. Prodotta da alcune cellule del sangue, ad esempio dalle cellule di Jurkat, stimola la crescita di cellule del sistema immunitario. La principale fonte di IL-2 rimangono comunque le cellule T CD4 + attivate e cellule T CD8 + attivate in seguito all'interazione con l'antigene. In particolare l'interazione delle molecole stimolatrici della famiglia di B7, presente sulla cellula dendritica e il CD 28 presente sui linfociti determina un aumento di circa trenta volte la produzione della citochina.

## Recettore
Il recettore di IL-2(IL-2R) è una molecola eterotrimerica presente nella forma completa solo su linfociti attivati dall'incontro con l'antigene. Le tre subunità sono chiamate alfa (CD25), beta (CD122) e gamma  (CD132) ed hanno un peso di 55, 75 e 64 kD rispettivamente. La catena gamma è condivisa da tutti i membri della famiglia dei recettori.
In condizioni normali solo le subunità beta e gamma sono presenti, questo complesso mostra una bassa affinità per il ligando che deve essere pertanto molto concentrato per potersi legare. In caso di attivazione della cellula abbiamo la sintesi della subunità alfa che in tal modo si associa formando il trimero ad elevata affinità. Possiamo quindi affermare che le subunità normalmente presenti sono quelle necessarie e sufficienti per la trasmissione del segnale mentre l'esclusivo seppur fondamentale ruolo di alfa è quello di variare la costante di dissociazione. L'IL-2R dimerica è espressa dalle cellule T CD8 +  e dalle cellule NK, mentre le cellule T regolatorie e le cellule T attivate esprimono alti livelli di IL-2R trimerica.

## Attività biologica
L'IL-2 ha ruoli essenziali nelle funzioni chiave del sistema immunitario, tolleranza e immunità, principalmente attraverso i suoi effetti diretti sulle cellule T. Nel timo, dove maturano le cellule T, previene le malattie autoimmuni promuovendo la differenziazione di alcune cellule T immature in cellule T regolatorie, che sopprimono altre cellule T che sono altrimenti innescate per attaccare le normali cellule sane del corpo. IL-2 incide sul fenomeno dell'apoptosi. L'IL-2 promuove anche la differenziazione delle cellule T in cellule T effettrici e in cellule T di memoria quando anche la cellula T iniziale è stimolata da un antigene, aiutando così il corpo a combattere le infezioni. Insieme ad altre citochine polarizzanti, IL-2 stimola la differenziazione delle cellule T CD4 + naive in linfociti Th1 e Th2 mentre impedisce la differenziazione in linfociti Th17 e Th folicolari.
La sua espressione e secrezione sono strettamente regolate e funziona come parte di entrambi i cicli di feedback positivi e negativi transitori nel montare e smorzare le risposte immunitarie. Attraverso il suo ruolo nello sviluppo della memoria immunologica delle cellule T, che dipende dall'espansione del numero e della funzione dei cloni di cellule T selezionati dall'antigene, svolge un ruolo chiave nel sostenere l'immunità mediata dalle cellule.
Questa interleuchina agisce in modo "autocrino" o prevalentemente "paracrino"; stimola le cellule bersaglio ad uscire dalla fase G0 del ciclo cellulare iniziando in tal modo il fondamentale processo di espansione clonale. Viene aumentata anche la sopravvivenza cellulare grazie all'aumentata sintesi della proteina BCl-2. Anche le cellule NK risultano stimolate sia per quello che riguarda la proliferazione che per l'attività citotossica. Infine anche le cellule B vengono coinvolte vedendo aumentare il proprio tasso replicativo e la produzione di anticorpi.  IL-2 viene impiegata nei laboratori per clonare le cellule T; studi clinici hanno testato la sua utilità contro le forme tumorali, tuttavia comporta una tossicità troppo elevata a fronte di risultati modesti. Molti farmaci immunosopressivi come la rapamicina agiscono interferendo con l'attività di IL-2 e vengono quindi somministrati nel periodo preoperatorio al fine di migliorare la tolleranza ai nuovi tessuti.

## Implicazioni mediche
Anche se le cause del prurito della psoriasi non sono state del tutto capite, alcune ricerche indicano che l'IL-2 è coinvolto nel prurito della psoriasi.

### Analoghi farmacologici
Aldesleukin è una forma di interleuchina-2 ricombinante. È prodotto utilizzando la tecnologia del DNA ricombinante ed è commercializzato come proteina terapeutica e marchiato come Proleukin. È stato approvato dalla Food and Drug Administration (FDA) e in diversi paesi europei per il trattamento dei tumori (melanoma maligno, carcinoma renale) in dosi intermittenti elevate ed è stato ampiamente utilizzato in dosi continue.
L'interking è un IL-2 ricombinante con una serina al residuo 125, venduto da Shenzhen Neptunus.
Neoleukin 2/15 è una molecola simile alla IL-2 progettata al computer che è stata progettata per evitare effetti collaterali comuni.

### Stati Uniti
Di solito, negli Stati Uniti, viene utilizzato il dosaggio più elevato, influenzato dal tipo di cancro, dalla risposta al trattamento e dalla salute generale del paziente. I pazienti vengono in genere trattati per cinque giorni consecutivi, tre volte al giorno, per quindici minuti. I seguenti circa 10 giorni aiutano il paziente a riprendersi tra i trattamenti. L'IL-2 viene somministrato per via endovenosa in ospedale per consentire un adeguato monitoraggio degli effetti collaterali.
Un regime di dose più bassa prevede l'iniezione di IL-2 sotto la pelle in genere in regime ambulatoriale. In alternativa, può essere somministrato su base ospedaliera per 1-3 giorni, in modo simile e spesso compreso il parto di chemioterapia.
L'IL-2 intralesionale è comunemente usato per trattare metastasi di melanoma e ha un alto tasso di risposta completo.

### Applicazioni locali
I vasi sanguigni tumorali sono più vulnerabili rispetto ai normali vasi sanguigni alle azioni di IL-2. Quando iniettato all'interno di un tumore, vale a dire un'applicazione locale, un processo meccanicamente simile alla sindrome da perdita vascolare, si verifica solo nel tessuto tumorale. L'interruzione del flusso sanguigno all'interno del tumore distrugge efficacemente il tessuto tumorale.
La Eisai commercializza un farmaco chiamato denileukin diftitox (nome commerciale Ontak), che è una proteina di fusione ricombinante della IL-2 e della tossina difterica. Questo farmaco si lega ai recettori dell'IL-2 e introduce la tossina difterica nelle cellule che esprimono quei recettori, uccidendo le cellule. In alcune leucemie e linfomi, le cellule maligne esprimono il recettore IL-2, quindi la denileuchina diftitox può ucciderle. Nel 1999 Ontak è stato approvato dalla Food and Drug Administration (FDA) statunitense per il trattamento del linfoma cutaneo a cellule T (CTCL).

## Storia
Secondo un libro di testo sull'immunologia: "L'IL-2 è storicamente particolarmente importante, poiché è la prima citochina di tipo I a essere clonata, la prima citochina di tipo I per la quale è stata clonata una componente del recettore, ed è stata la prima citochina a catena corta di tipo I la cui struttura dei recettori è stata risolta. Molti principi generali sono stati derivati dagli studi di questa citochina, incluso il fatto che si tratta della prima citochina che ha dimostrato di agire in modo simile a un fattore di crescita attraverso specifici recettori ad alta affinità, analogo ai fattori di crescita studiati dagli endocrinologi e biochimici".
A metà degli anni '60, alcuni studi riportavano alcune molecole che promuovevano la proliferazione dei linfociti. A metà degli anni '70, fu scoperto che le cellule T potevano proliferare selettivamente quando le normali cellule del midollo osseo umano erano coltivato in terreno condizionato ottenuto da linfociti umani normali stimolati dalla fitoagmagututina. La molecola è stato isolato dalle cellule di topo in coltura nel 1979 e da cellule umane in coltura nel 1980. Il gene dell'IL-2 umano fu clonato nel 1982.
L'attività commerciale per immettere sul mercato un farmaco IL-2 è stata intensa negli anni '80 e '90. Nel 1983, la Cetus Corporation aveva creato una versione ricombinante di IL-2 (Aldesleukin), con l'alanina rimossa dal suo terminale N e il residuo 125 sostituito con serina.. Chiron ha continuato lo sviluppo di IL-2, che è stato finalmente approvato dalla FDA come Proleukin per carcinoma renale metastatico nel 1992.